# Conde do Rio Pardo
Conde do Rio Pardo é um título nobiliárquico criado por D. Maria I de Portugal por decreto de 29 de setembro de 1815, em favor a Diogo de Sousa.
Titulares
1. D. Diogo de Sousa (1755–1829) – governador e vice-rei da Índia Portuguesa;
2. D. Luís Xavier de Sousa Teles de Meneses (1839–1880);
3. D. Francisco de Sousa Teles de Meneses Távora Lima Lorena Lobo da Silveira (1860–1930).

Após a implementação da República e o fim do sistema nobiliárquico, tornou-se pretendente ao título D. Rodrigo de Sousa (1878–?).